# Javier Martínez Tabernero
Javier Martínez Tabernero (* 10. Mai 1997 in Pamplona) ist ein spanischer Fußballspieler.

## Karriere
Martínez begann seine Karriere beim CA Osasuna. Im August 2014 spielte er erstmals für die B-Mannschaft in der Tercera División. Mit den Amateuren verpasste er 2014/15 erst im Playoff den Aufstieg in die Segunda División B.
Im Oktober 2015 spielte er erstmals für die Profis in der Segunda División, als er am 9. Spieltag der Saison 2015/16 gegen Albacete Balompié in der Schlussphase eingewechselt wurde. Zu Saisonende stieg er sowohl mit den Profis in die Primera División, als auch mit der B-Mannschaft in die Segunda División B auf.